# Тристан Андрій Вікторович
 Андрій Вікторович Тристан  — полковник Збройних сил України, доктор технічних наук, старший науковий співробітник (з 2014), заступник начальника Державного науково-дослідного інституту випробувань і сертифікації озброєння та військової техніки з наукової роботи, Учасник російсько-української війни. 

## Наукова діяльність
доктор технічних наук, старший науковий співробітник (2014). За даними Google Scholar (станом на березень 2023), науковець має 128 цитувань, h-індекс становить 6.
Член Наукового комітету Національної ради з питань розвитку науки та технологій.
Основні праці
- Теорія прийняття рішень органами військового управління : монографія / В. І. Ткаченко, Є. Б. Смірнов, Г. А. Дробаха, В. М. Більчук, Б. М. Ланецький; Харк. ун-т Повітр. Сил ім. І.Кожедуба. – Х., 2008. – 546 c.
- Поліедральний аналіз у дослідженні структурно складних систем для рішення задачі вибору об'єктів вогневого ураження / А. В. Тристан, В. В. Грідіна, О. М. Козак, С. Л. Городецький // Наука і техніка Повітр. сил Збройн. сил України. - 2014. – № 4. – С. 15-19.
- Теоретичні основи формування та деградації складних організаційно-технічних систем : монографія / Є.Б. Смірнов, В.І. Ткаченко, І.В. Рубан, В.Г. Малюга, А.В. Тристан. – Харків : ХНУРЕ, 2018. – 162 с.
- Модель оцінювання інформаційних можливостей органів управління розвідкою / А. В. Тристан, І. М. Крижанівський, С. А. Мельник, Є. М. Горбут // Системи озброєння і військ. техніка. – 2020. – № 1. – С. 75-81.
- Пєвцов Г. В., Тристан А. В., Гордієнко А. М., Павленко А. Г., Погасій М. С., Шулежко А. В. Організаційно-методичні засади підготовки та проведення випробувань нових (модернізованих) зразків (комплексів, систем) ОВТ у Збройних Силах України : навчальний посібник. Черкаси : видавець Пономаренко Р.В., 2023. 180 с.
- Прийшла війна... [Текст] / Андрій Тристан. – Львів : Апріорі, 2023. – 143 с.
- Доню, війна! [Текст]: повість / Андрій Тристан. – Львів: Апріорі, 2024. – 168 с.

## Нагороди
- Орден «За мужність» III ступеня (22.03.2022) — за особисту мужність під час виконання бойових завдань, самовіддані дії, виявлені у захисті державного суверенітету та територіальної цілісності України, вірність військовій присязі[4].
- Премія Кабінету Міністрів України за особливі досягнення молоді у розбудові України 17 липня 2015 року № 737-р.[5]
- Подяка міського голови Харкова. Реєстр актів Харківської міської ради, 20.11.2018[6]